# Antas do Barrocal
Die in den 1970er Jahren restaurierten Antas do Barrocal (auch Antas Herdade do Barrocal) sind zwei besser erhaltene Dolmen auf dem Monte do Barrocal, in der Gemeinde Nossa Senhora da Tourega, im Distrikt Évora, in Portugal. Das Gebiet bildet, gemeinsam mit den Antas des Monte Álamo, eine hohe Konzentration megalithischer Anlagen. Anta ist die portugiesische Bezeichnung für etwa 5000 Megalithanlagen oder Dolmen, die während des Neolithikums im Westen der Iberischen Halbinsel von den Nachfolgern der Cardial- oder Impressokultur errichtet wurden. 
Anta 1 ist eine chalkolithische Korridoranta mit einer fast intakten polygonalen Kammer von etwa 3,0 m Durchmesser und 2,3 Meter Höhe aus sieben Tragsteinen (fünf in situ) und einer Deckplatte aus Granit. Vom Gang sind nur zwei abgebrochene Platten nahe der Kammer erhalten. Es gibt keine Spuren des Hügels (der Mamoa). Die Anta ist ein im Jahre 1910 klassifiziertes Nationalmonument.
Etwa 100 Meter nordwestlich von Anta 1 liegt Anta 2 die im Wesentlichen baugleich war, aber stärker gestört ist.
Zusätzlich zu diesen beiden wurden sieben weitere Reste von Antas in der Nähe identifiziert.
In der Nähe liegt der Menhir von Barrocal.